# Шорт стерлинг
Шорт стерлинг (енгл. Short Stirling) је био британски тешки бомбардер из Другог свјетског рата. Производила га је фабрика Шорт брадерс (Short Brothers) од 1940. до 1945.

## Развој
Први лет прототипа је изведен 14. маја 1939, а авион се серијски почео производити 1940. По димензијама импресиван, Стерлинг је био непопуларан. Мали распон крила онемогућавао му је висок врхунац лета и погоршавао маневарске особине. Иако је носио велик терет бомби није могао да носи појединачне бомбе теже од 2000 фунти (највеће у вријеме дизајнирања).
Произведено је укупно 2.221 бомбардерских авиона.

## У борби
Борбени летови авиона започели су с дневним нападима у фебруару 1941. Ускоро се Стерлинг почео користити за ноћне операције, али је због поменутих лоших особина већ 1943. углавном почео да се користи за транспорт, вучу једрилица и као носач електронских направа за ометање у 100. групи. 

## Карактеристике
Врста авиона: тешки бомбардер
- Први лет прототипа:
- Произвођач: Шорт брадерс

Димензије
- Аеропрофил крила:

Масе
Погонска група
- Мотори: Bristol Hercules II, 1.030 kW, 1.375 КС
- Однос снага/тежина: 0,153

## Летне особине
- Највећа брзина: 435-451 km/h, зависно од верзије
- Радијус дејства: 3.750
- Највећи долет:
- Оперативни врхунац лета: 5.030
- Брзина пењања: 4

## Наоружање
- Стрељачко: 8 митраљеза 0,303 in (7,7 mm) Браунинг (Browning)
- Бомбе: до 8.165